# Phonen
Phonen war ein König der Blemmyer, der durch einen Brief bekannt ist, welcher sich 1976 in Qasr Ibrim, in Unternubien fand. Der Herrscher datiert um 450 n. Chr. Der Brief, der sich auf einem Papyrus befindet, stammt möglicherweise ursprünglich aus einem königlichen Archiv.
Der in schlechtem Griechisch verfasste Brief stammt von Phonen und seinem Sohn, dem phylarch (Stammesführer) Breytek und ist an Aburni, König von Nobatia gerichtet. Es handelt sich um die Antwort auf einen verlorenen Brief. In dem Brief wird die Feindschaft zu den Nobatiaherrschern Silko und Aburni bekräftigt, und es werden darin verschiedene Konflikte aufgelistet. Phonen erwähnt weiterhin Verhandlungen zwischen beiden Staaten, um verlorene Gebiete der Blemmyer wiederzugewinnen. Dem Text zufolge hatte Silko den Vertrag gebrochen, indem er nach Erhalt von Vieh Blemmyer tötete. Es bleibt unklar, ob Phonen seine verlorenen Gebiete zurückgewinnen konnte. 
Phonen ist anscheinend identisch mit einem phylarch, der von einer Inschrift aus Kalabscha bekannt ist. Dort erscheint er als Phonoin.